# Francesca Albanese
Francesca Albanese   (Ariano Irpino, 30 de març de 1977) és una advocada i mediadora internacional italiana. L'1 de maig de 2022 va ser nomenada Relatora Especial de les Nacions Unides sobre els territoris palestins ocupats per un mandat de tres anys, essent la primera dona que ocupa el càrrec.
Albanese va recomanar en el seu primer informe que els estats membres de l'ONU desenvolupin «un pla per acabar amb l'ocupació colonial israeliana i el règim d'apartheid». L'informe concloïa que «les violacions descrites en el present informe exposen la naturalesa de l'ocupació israeliana, la d'un règim intencionadament adquisitiu, segregacionista i repressiu dissenyat per a impedir la realització del dret a l'autodeterminació del poble palestí».

## Trajectòria
Albanese es va llicenciar a la Universitat de Pisa, va fer un màster en Drets Humans a la Universitat SOAS de Londres i està acabant el doctorat en Dret Internacional dels Refugiats a la Universitat d'Amsterdam. El 2020, juntament amb Lex Takkenberg, va escriure Palestinian Refugees in International Law.
Albanese va treballar durant una dècada com a experta en drets humans per a l'ONU a l'Oficina de l'Alt Comissionat de les Nacions Unides per als Drets Humans i a l'Agència de les Nacions Unides per als Refugiats de Palestina al Pròxim Orient. Durant aquest període va assessorar l'ONU, els governs i la societat civil a l'Orient Mitjà, el nord d'Àfrica i les regions d'Àsia-Pacífic sobre els drets humans i la seva aplicació, especialment per a grups vulnerables com les persones refugiades i els migrants. Ha impartit conferències sobre dret internacional i desplaçament forçat a universitats europees i àrabs, així com sobre el conflicte israelià-palestí.

### Relatora especial de les Nacions Unides sobre els territoris palestins ocupats
El nomenament d'Albanese com a relatora especial de l'ONU sobre els territoris palestins ocupats va generar polèmica a causa de les seves declaracions anteriors sobre l'Holocaust i el lobby jueu, que el Ministeri d'Afers Exteriors d'Israel, Susan Heller Pinto de la Lliga Antidifamació i Michele Taylor, ambaixadora estatunidenca al Consell de Drets Humans de les Nacions Unides, van suggerir que eren de naturalesa antisemita. Albanese va respondre que no és antisemita i que la seva crítica a l'estat d'Israel està relacionada amb l'ocupació dels territoris palestins.
El 2014, Albanese va descriure els Estats Units d'Amèrica com a «subjugats pel lobby jueu» i Europa dominada per un «sentiment de culpa per l'Holocaust», argumentant que ambdós «condemnen els oprimits» en el conflicte israelià-palestí.
El desembre de 2022, seixanta-cinc estudiosos de l'antisemitisme, l'Holocaust i els estudis jueus van declarar: «És evident que la campanya contra Albanese no tracta de combatre l'antisemitisme actual. Tracta essencialment de silenciar-la i soscavar el seu mandat com a alta funcionària de l'ONU que informa sobre les violacions dels drets humans i del dret internacional per part d'Israel». El gener de 2023, una declaració de 116 organitzacions de drets humans i de la societat civil i institucions acadèmiques van lloar els «esforços incansables d'Albanese per a protegir els drets humans als territoris ocupats i per conscienciar sobre les alarmants violacions diàries dels drets de la població palestina». Enmig dels continus esforços per destituir Albanese del seu càrrec, el 26 d'abril, Amnistia Internacional va publicar una carta de suport signada per desenes de grups de drets humans, parlamentaris, juristes i acadèmics italians. El 27 d'abril, tres antics titulars del càrrec van instar públicament l'ONU a defensar Albanese i van afirmar que ha estat «l'objectiu d'atacs "calumniosos" i "personals"».
El juliol de 2023, durant la 30a reunió de la 53a sessió ordinària del Consell de Drets Humans de l'ONU, Albanese va presentar un informe acusant Israel de convertir Cisjordània en una presó a l'aire lliure. L'informe mostrava que des de 1967, més de 800.000 palestins, inclosos nens de tan sols 12 anys, havien estat arrestats i detinguts per les autoritats israelianes. En una sessió informativa als periodistes, Albanese va declarar: «No hi ha cap altra manera de definir el règim que Israel ha imposat als palestins, que és l'apartheid per defecte, que no sigui una presó a l'aire lliure».
Durant la guerra entre Israel i Gaza de 2023, Albanese va demanar un alto el foc immediat, advertint que «els palestins corren un greu perill de neteja ètnica massiva». A més, va afirmar que la comunitat internacional ha de «prevenir i protegir les poblacions dels genocidis», i que «també s'ha de perseguir immediatament la responsabilitat dels crims internacionals comesos per les forces d'ocupació israelianes i Hamàs».